# Pigneto

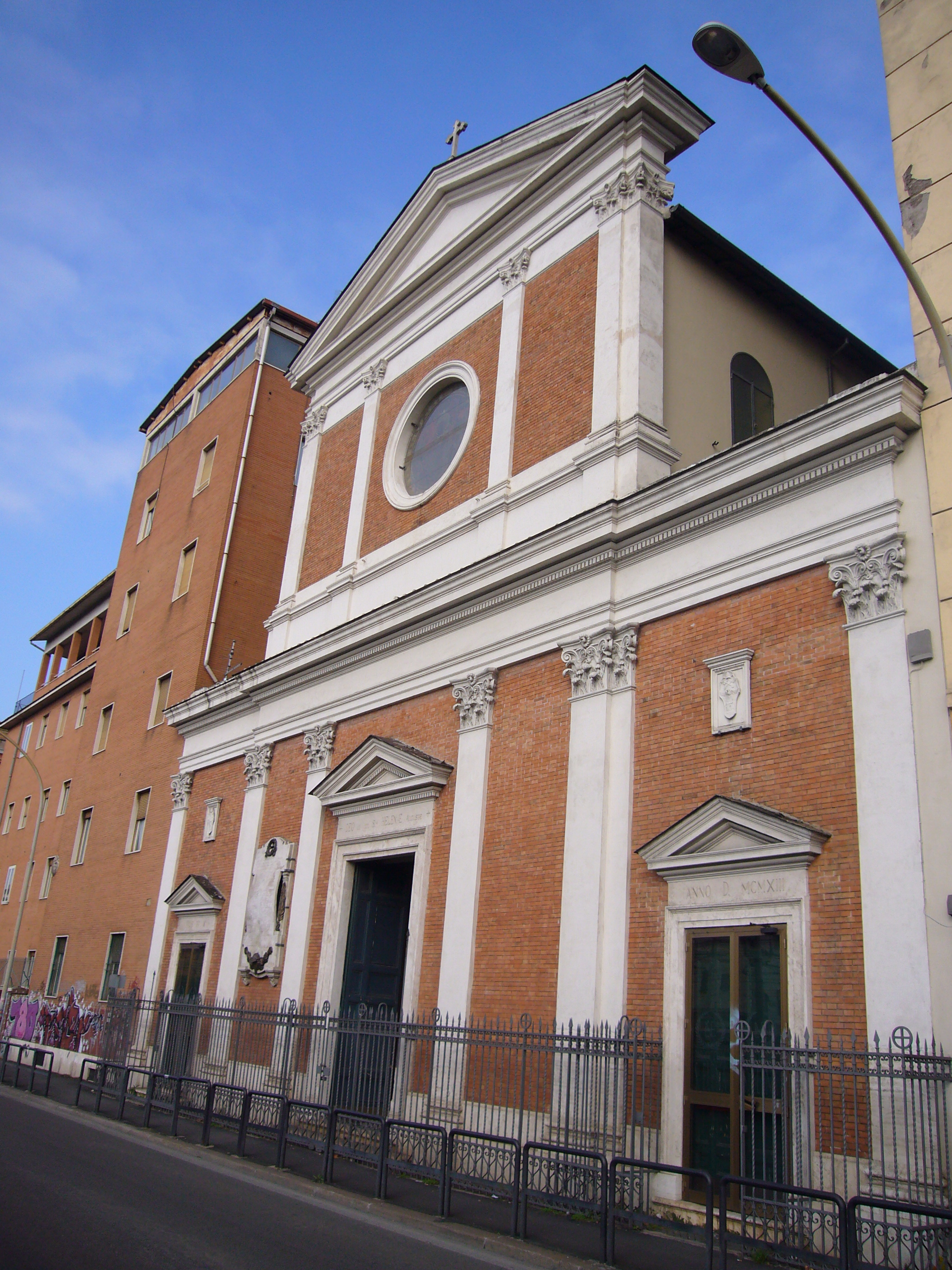
Sant'Elena fuori Porta Prenestina, titolo cardinalizio

Il Pigneto è un'area urbana del Municipio Roma V (ex Municipio Roma VI) di Roma Capitale. Fa parte principalmente del quartiere Q. VII Prenestino-Labicano e, in minor parte, del quartiere Q. VI Tiburtino ed è compresa nella zona urbanistica 6A Torpignattara.
Si estende, a mo' di triangolo isoscele, da piazzale Labicano (poco fuori Porta Maggiore) tra le vie Prenestina (lato destro e sinistro fino alla ferrovia Roma-Sulmona-Pescara), Casilina (lato sinistro) e di Acqua Bullicante.
I vertici di questo triangolo possono essere identificati nella Porta Maggiore (fra la Prenestina e la Casilina), largo Preneste (fra la Prenestina e via di Acqua Bullicante) e la piazza della Marranella (fra Acqua Bullicante e la Casilina).
La via principale è la omonima via del Pigneto, che corre zigzagando da poche centinaia di metri fuori Porta Maggiore (piazza Caballini) a circa la metà di via di Acqua Bullicante, occupando una buona porzione dell'intero territorio del VII quartiere. La parte che si estende sulla sinistra della via Prenestina, fino alla ferrovia Roma-Sulmona-Pescara, appartiene al VI quartiere, dove si trova il complesso della ex fabbrica SNIA Viscosa, dismessa nel 1954.
Il territorio del Pigneto è integralmente compreso nell'Ecomuseo Casilino ad Duas Lauros.

## Storia
(Pier Paolo Pasolini)

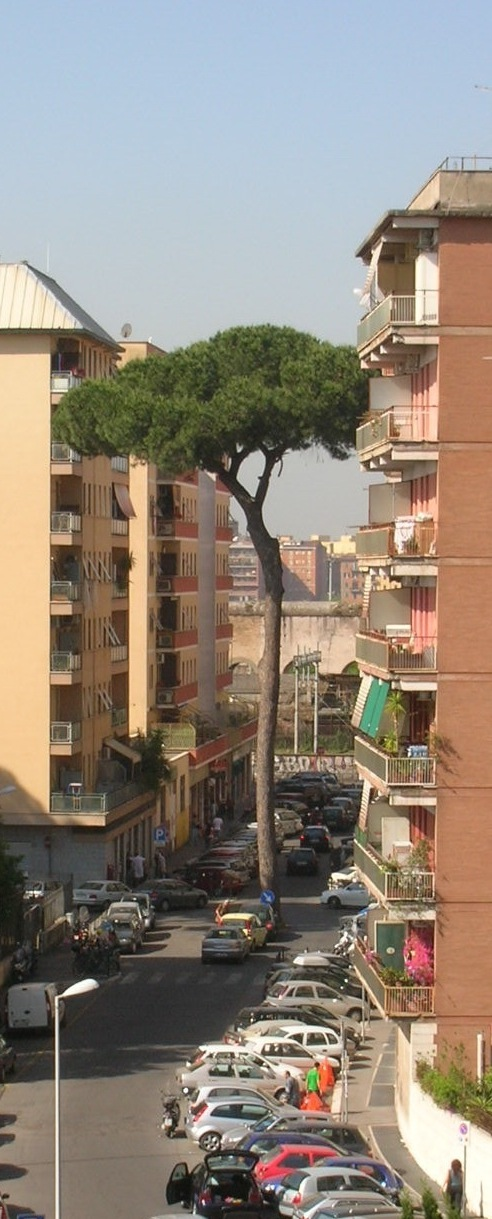
Un pino al Pigneto. Sullo sfondo si intravedono gli archi dell'Acquedotto Felice

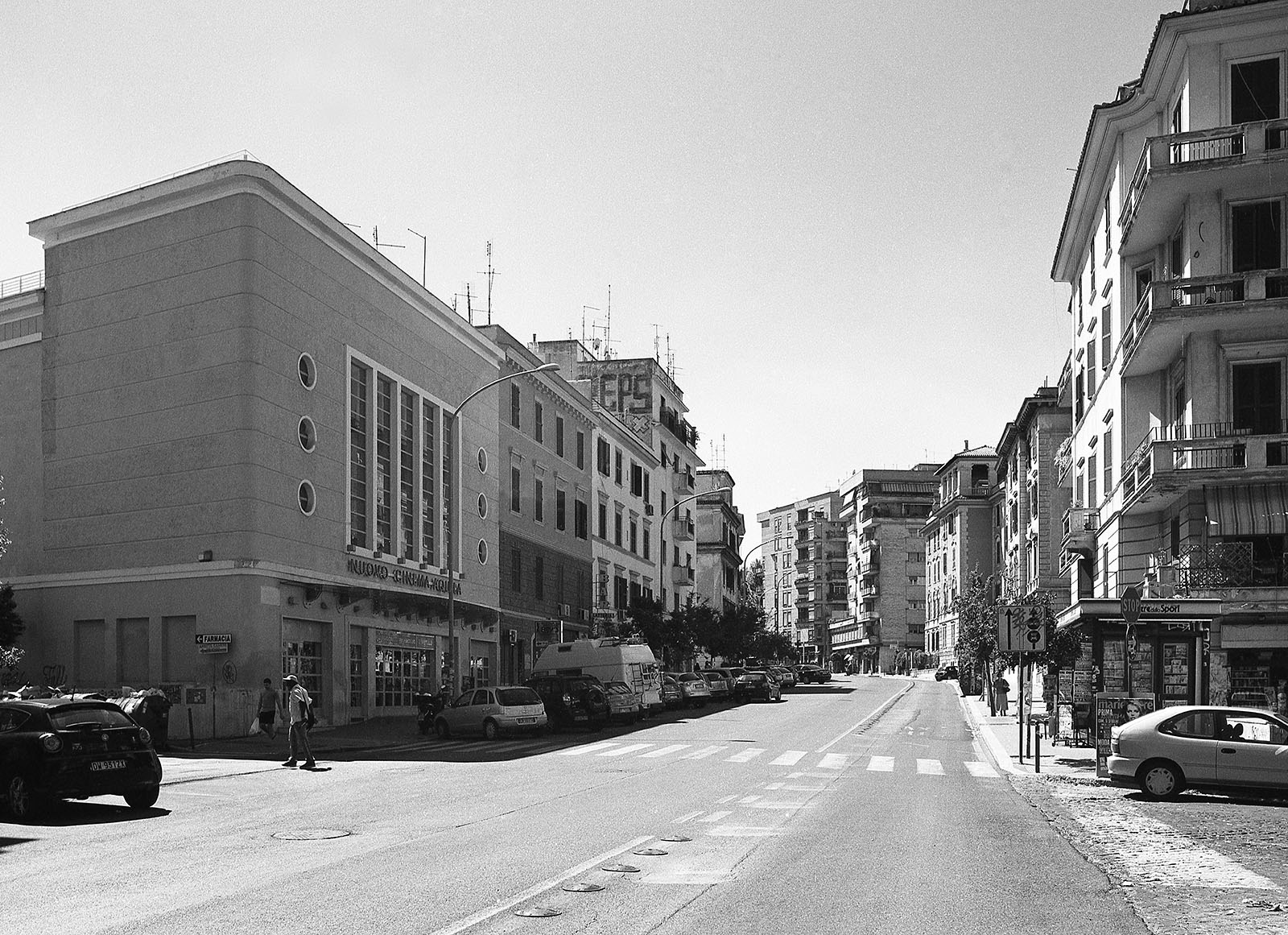
Via l'Aquila nel 2012

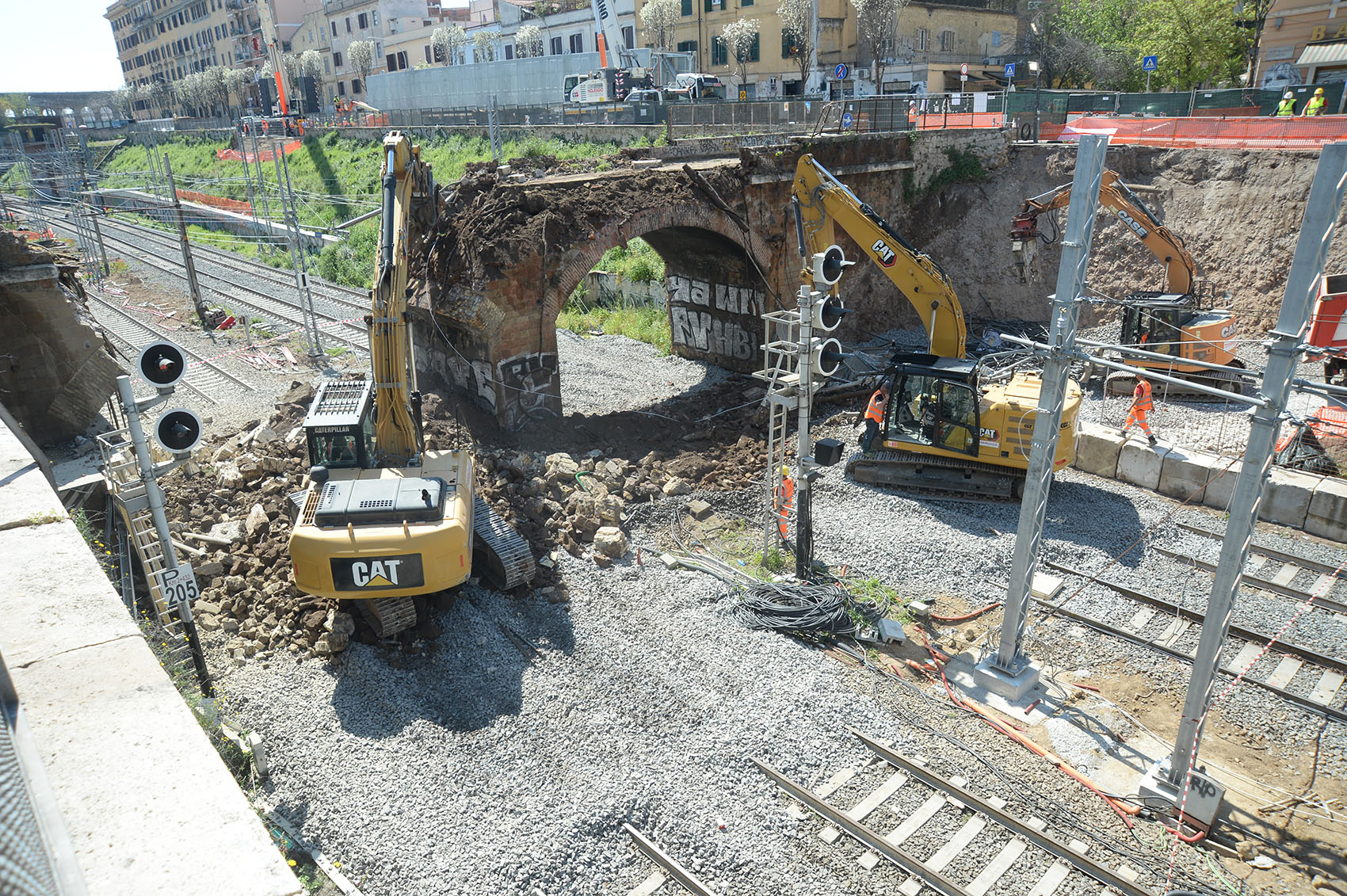
Demolizione del vecchio ponte sulla ferrovia

Sebbene il toponimo Pigneto sia attestato già nel XVII secolo (in riferimento specifico alla suddetta area geografica, all'epoca interamente suburbana: che constava cioè di orti, ville e vigne), il primo agglomerato edilizio si formò a partire dal 1870 dall'unione di insediamenti abitativi quali il Prenestino, il Torrione, la borgata Galliano, l'Acqua Bullicante, la borgata Marranella ed il Casilino lungo tutto il perimetro del "triangolo" ed il Pigneto stesso al centro di esso.
In piazza Caballini si trova l'accesso al primo deposito per omnibus e tram, entrambi a cavallo, realizzato dalla Società Romana Tramways Omnibus (SRT-O) tra il 1886 e il 1891, costruito fuori le Mura aureliane. Nel 1904, con la dismissione dei mezzi a cavallo e l'elettrificazione della linea tranviaria, il deposito diventa esclusivamente tranviario.
Durante la seconda guerra mondiale, il Pigneto, di composizione sociale popolare come San Lorenzo, fu molto attivo nell'Antifascismo e, come questo, subì i bombardamenti alleati del 1943 e del 1944, che causarono la morte di 50 dipendenti dell'Atac. Di recente è stata istituita una sezione dell'Associazione Nazionale Partigiani d'Italia (ANPI) del Pigneto - Torpignattara, intitolata a Giorgio Marincola.
Nel 1996 il cinema L'Aquila viene confiscato alla Banda della Magliana, nel 2015 dopo lavori di ammodernamento viene assegnato e aperto.
Il 20 dicembre 2003 viene trovato, in una cantina sita in via Raimondo Montecuccoli 3, il covo delle nuove Brigate Rosse.
Negli ultimi anni, anche grazie alla relativa vicinanza con l'Università degli Studi di Roma "La Sapienza" ed essendo quindi abitato da molti studenti fuori sede, è diventato uno dei centri più ferventi della movida della Capitale. In più la pedonalizzazione della via del Pigneto ha aumentato il numero di visitatori, dal 2015

## Monumenti e luoghi d'interesse

### Architetture civili
- Villa Serventi, su via Casilina, villa del XIX secolo (1860).
- Villa Valiani, all'incrocio fra via Conte di Carmagnola e via Romanello da Forlì, villa del XX secolo (1929-30) progettata da Giovanni Michelucci (41.889713°N 12.532858°E).

### Architetture religiose

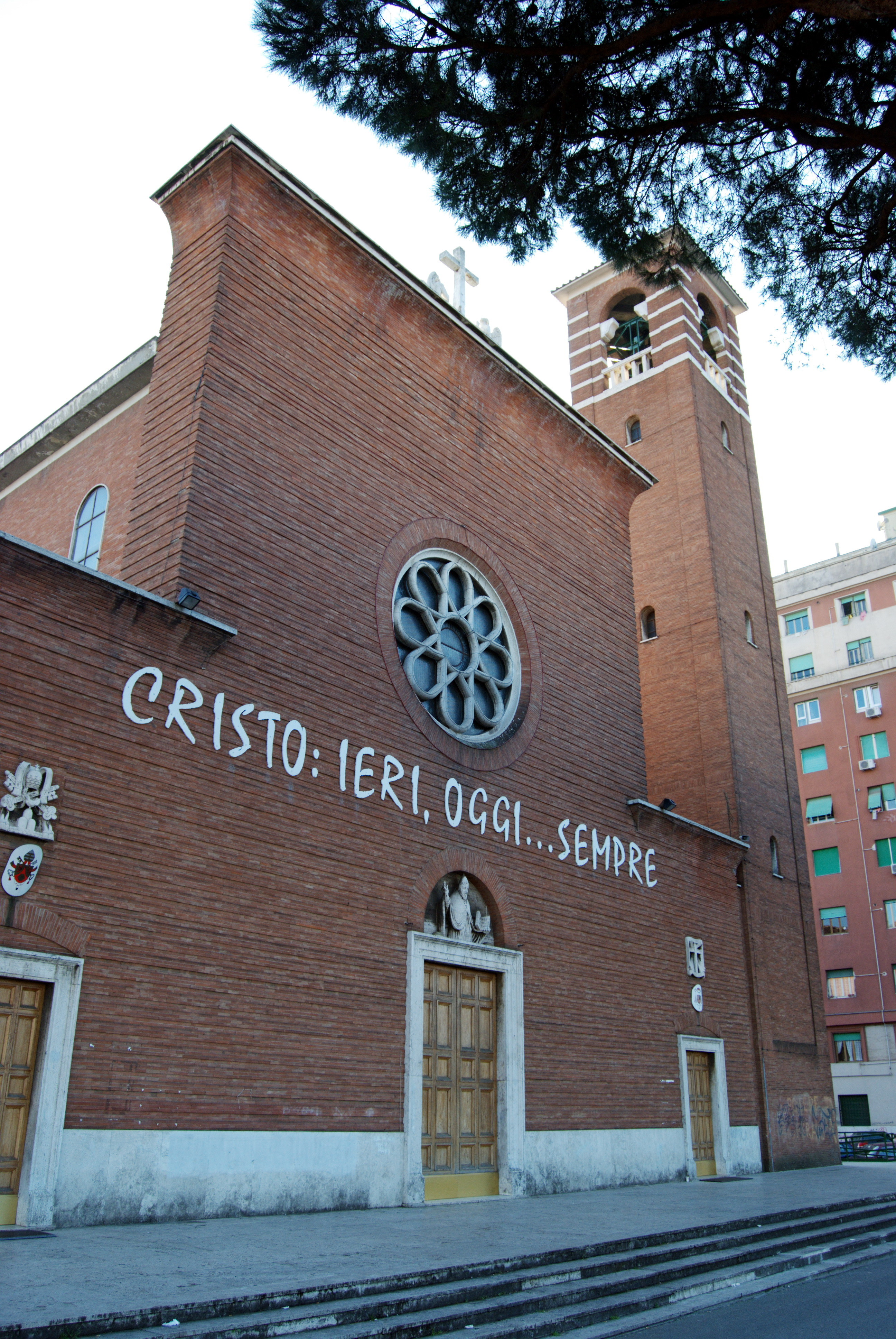
Chiesa di San Leone I, titolo cardinalizio

- Chiesa di Sant'Elena, su via Casilina. Chiesa del XX secolo (1913-14).
- Chiesa di San Leone I, su via Prenestina. Chiesa del XX secolo (1950-52).
- Chiesa di San Luca Evangelista, sul largo di San Luca Evangelista. Chiesa del XX secolo (1955-56).
- Chiesa di San Barnaba, su via Giovanni Maggi. Chiesa del XX secolo (1956-57).

### Siti archeologici

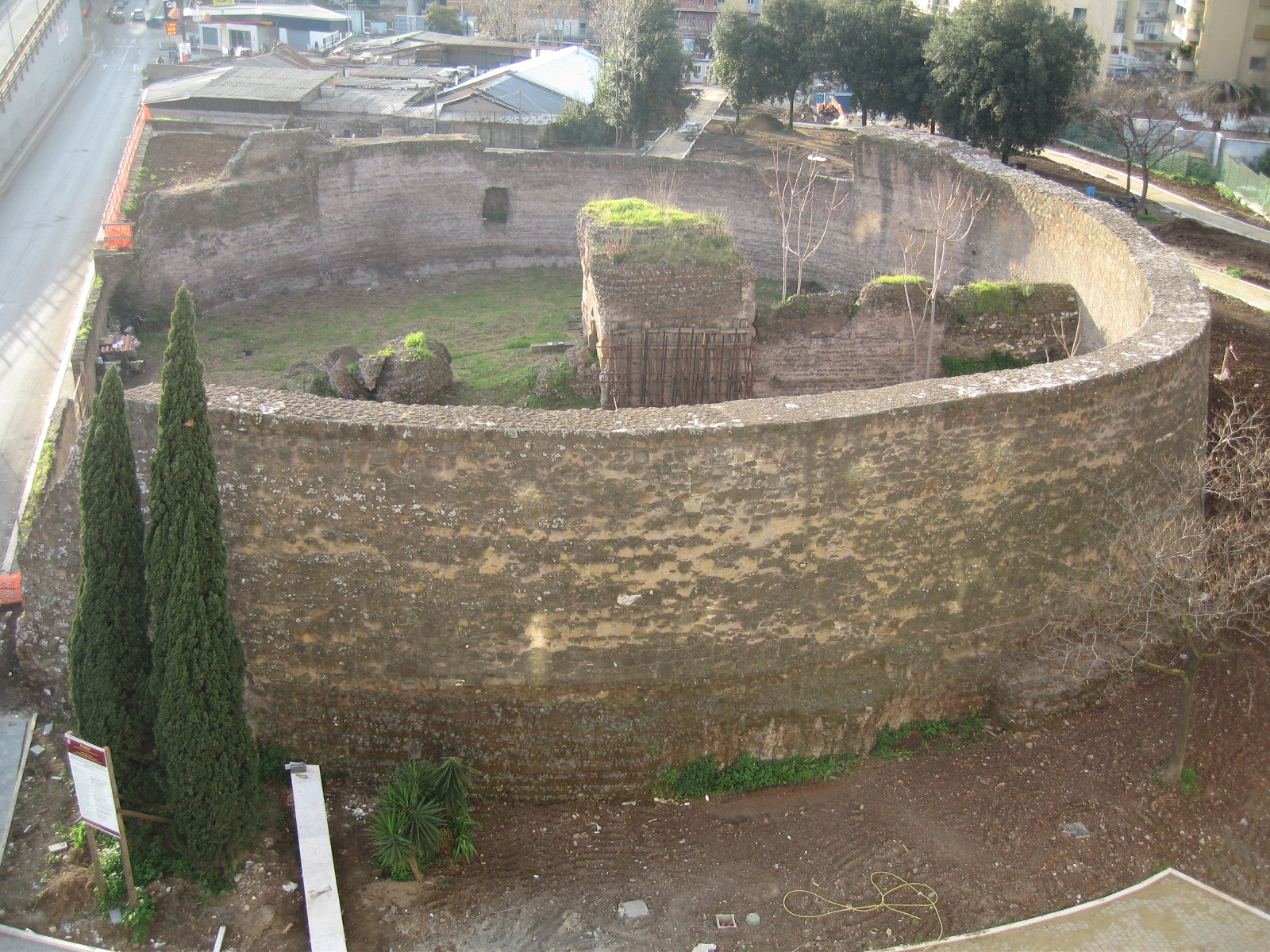
Il Torrione Prenestino visto dall'alto.

- Sepolcro di Eurisace, su piazzale Labicano. Sepolcro del I secolo a.C. (30 a.C.).
- Torrione prenestino, al II miglio di via Prenestina. Mausoleo del I secolo a.C.
- Porta Maggiore, su piazzale Labicano. Porta del I secolo (52).
- Basilica sotterranea di Porta Maggiore, su piazzale Labicano, inizio via Prenestina. Basilica neopitagorica del I secolo.
- Sepolcro di largo Preneste, al III miglio di via Prenestina. Sepolcro del II secolo.[6] 41.892183°N 12.54157°E
- Ipogeo sotterraneo[7]
- antica Cava, su via del Pigneto[8]

### Archeologia industriale
- Ex Pastificio Pantanella, su via Casilina. Complesso industriale del XIX secolo (1871), ampliato nel XX secolo.[9]

Nato nel 1871 come stabilimento per la macinazione dei cereali della ditta Ducco e Valle, nel 1929 vi si trasferì la "Società molini e pastificio Pantanella". In seguito ai danneggiamenti subiti durante la seconda guerra mondiale, nel 1950 venne effettuata la ricostruzione. Abbandonato negli anni Settanta, venne trasformato in un centro residenziale nel 2001.
- Ex Istituto farmaceutico Serono, su via Casilina angolo piazza del Pigneto. Edificio del XX secolo (1906-09).

Fu inaugurato il 22 marzo 1909 alla presenza del suo fondatore, il chimico farmacista Cesare Serono, e delle autorità comunali. Dismessa l'attività, venne trasformato in hotel nel 2010.
- Ex fabbrica SNIA Viscosa, su via Prenestina. Complesso industriale del XX secolo (1922-23).[11]

Fabbrica di rayon che nasce come CISA Viscosa nel 1923, attiva fino al 1954. Nel 1969 la CISA viene assorbita dalla SNIA Viscosa.

### Altro
Musei
- Museo storico didattico di giochi e giocattoli del Novecento, su via Vincenzo Coronelli.

Teatri
- Teatro Sala Vignoli[12]
- Centrale Preneste[13]
- Teatro San Luca[14]

Biblioteche
- Goffredo Mameli[15]

### Aree naturali

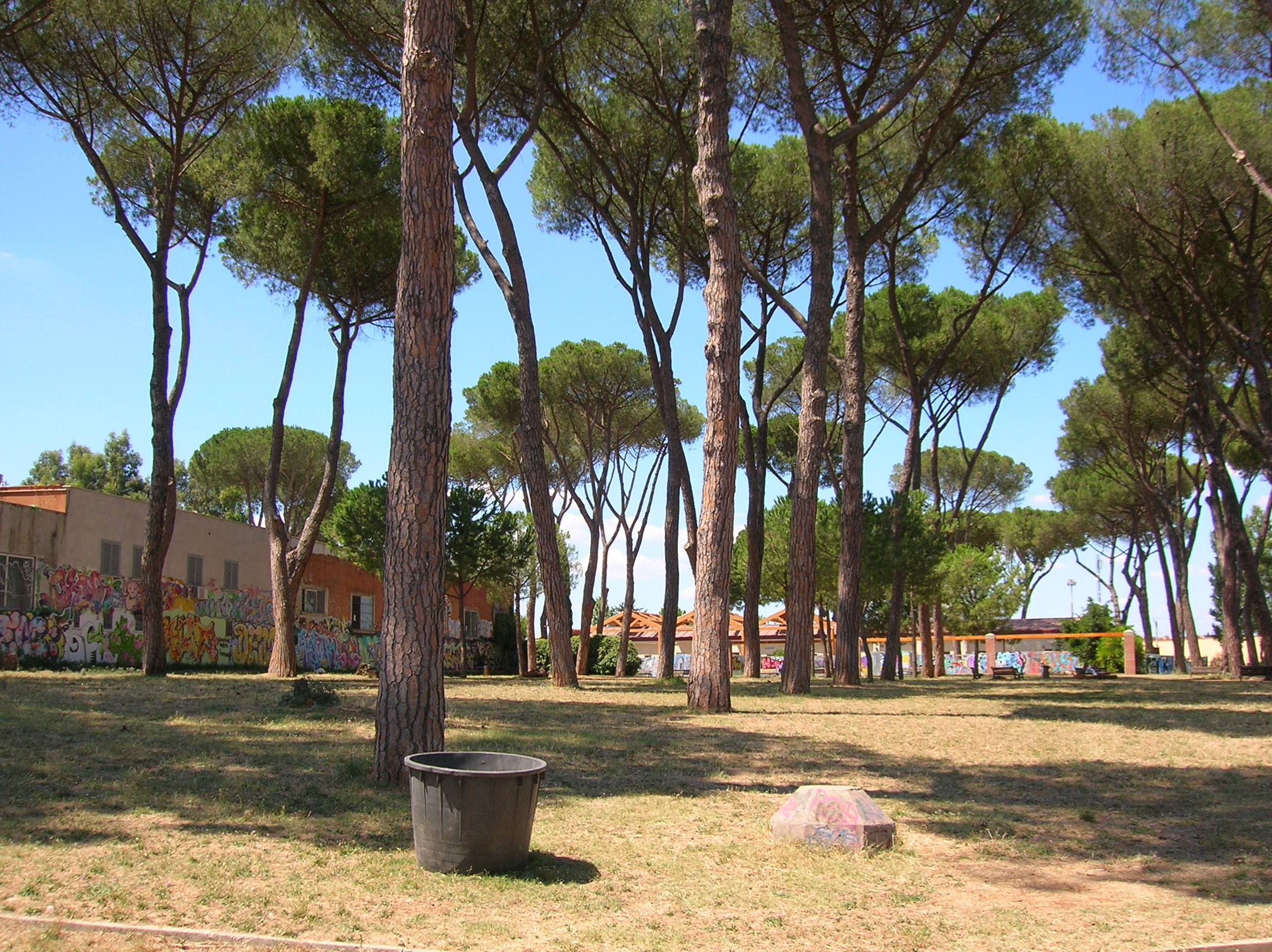
Il Parco delle Energie, nell'area dell'Ex SNIA Viscosa

Nel quartiere si sviluppa una rete di parchi urbani, spesso recenti, mentre al proprio interno il Pigneto accoglie solo qualche area verde di piccola entità, come i giardini Nuccitelli-Persiani e il giardino in piazza del Pigneto.
Le aree verdi di riferimento per gli amanti dei parchi sono i giardini pubblici del quartiere: la Tana dei Cuccioli (via Gentile da Mogliano), i già citati giardini Nuccitelli-Persiani (piazza Nuccitelli Persiani) e quelli di piazza del Pigneto, parco delle Energie (ex-SNIA, su via Prenestina), parco del Torrione Prenestino e il parco Roberto Almagià (via Zenodossio).

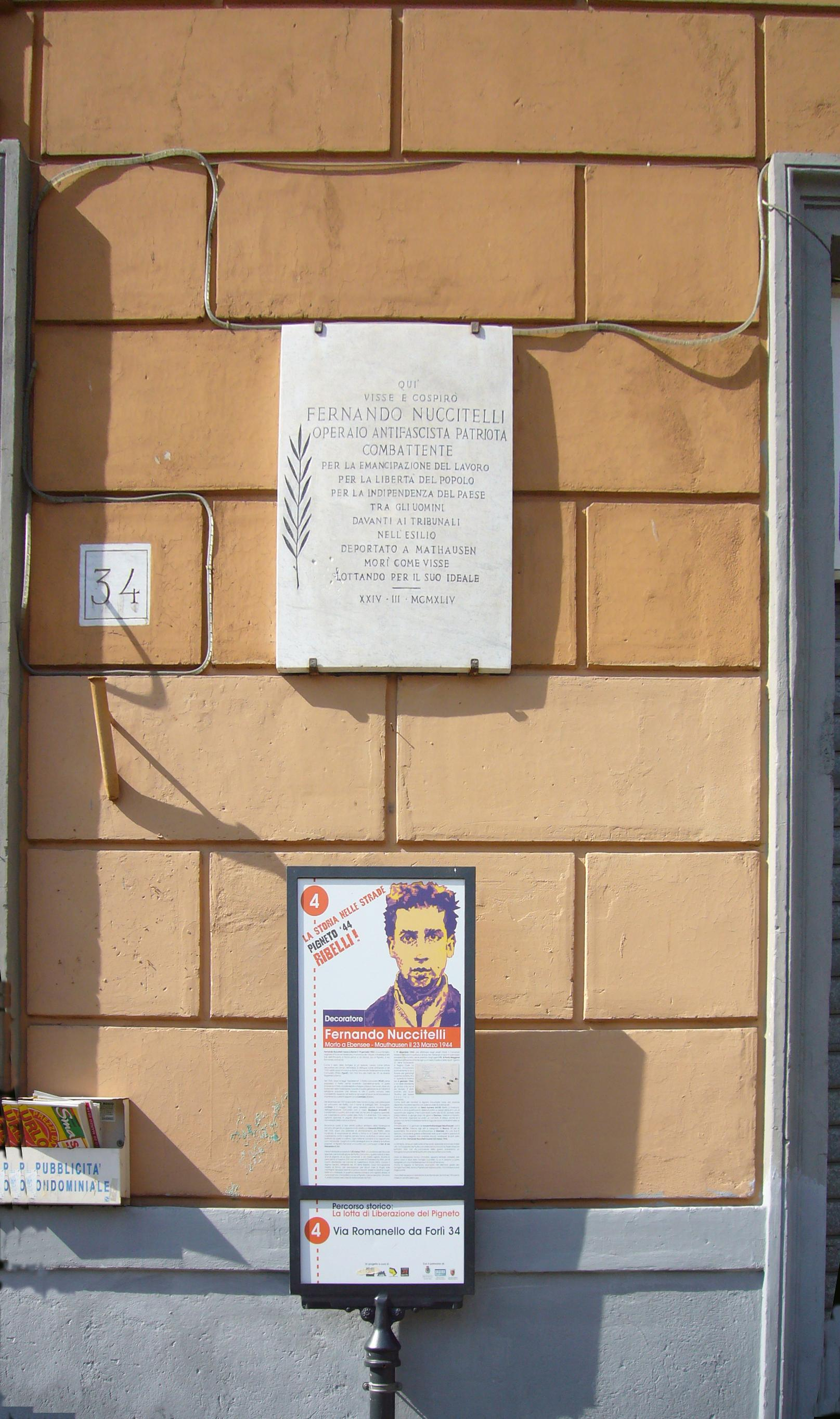
Una tappa del Percorso della Memoria del quartiere, intitolata a Fernando Nuccitelli

## Geografia antropica

### Zone limitrofe
- Casal Bertone
- Mandrione
- Torpignattara

### Odonimia
Il toponimo Pigneto deriva dalla presenza di una lunga fila di pini, piantati dalla famiglia Caballini, posti lungo il muraglione della settecentesca villa Serventi.
Gli odonimi delle strade dividono, idealmente, in tre aree il Pigneto:
- l'area del triangolo delimitato da via Prenestina, circonvallazione Casilina e via Casilina è dedicata a città italiane
- la zona nel quadrilatero delimitato da via Prenestina, via di Acqua Bullicante, via del Pigneto e la circonvallazione Casilina è dedicata a capitani di guerra e condottieri di ventura italiani del periodo 1330-1550. Alcuni di essi parteciparono alla disfida di Barletta e, altri, alla battaglia di Anghiari
- l'area nel quadrilatero delimitato da via del Pigneto, via di Acqua Bullicante, via Casilina e la circonvallazione Casilina, è dedicata a geografi, cartografi ed incisori.

## Infrastrutture e trasporti
|  | È raggiungibile dalle stazioni: Porta Maggiore, Ponte Casilino, Sant'Elena, Villini e Alessi. |

## Galleria d'immagini

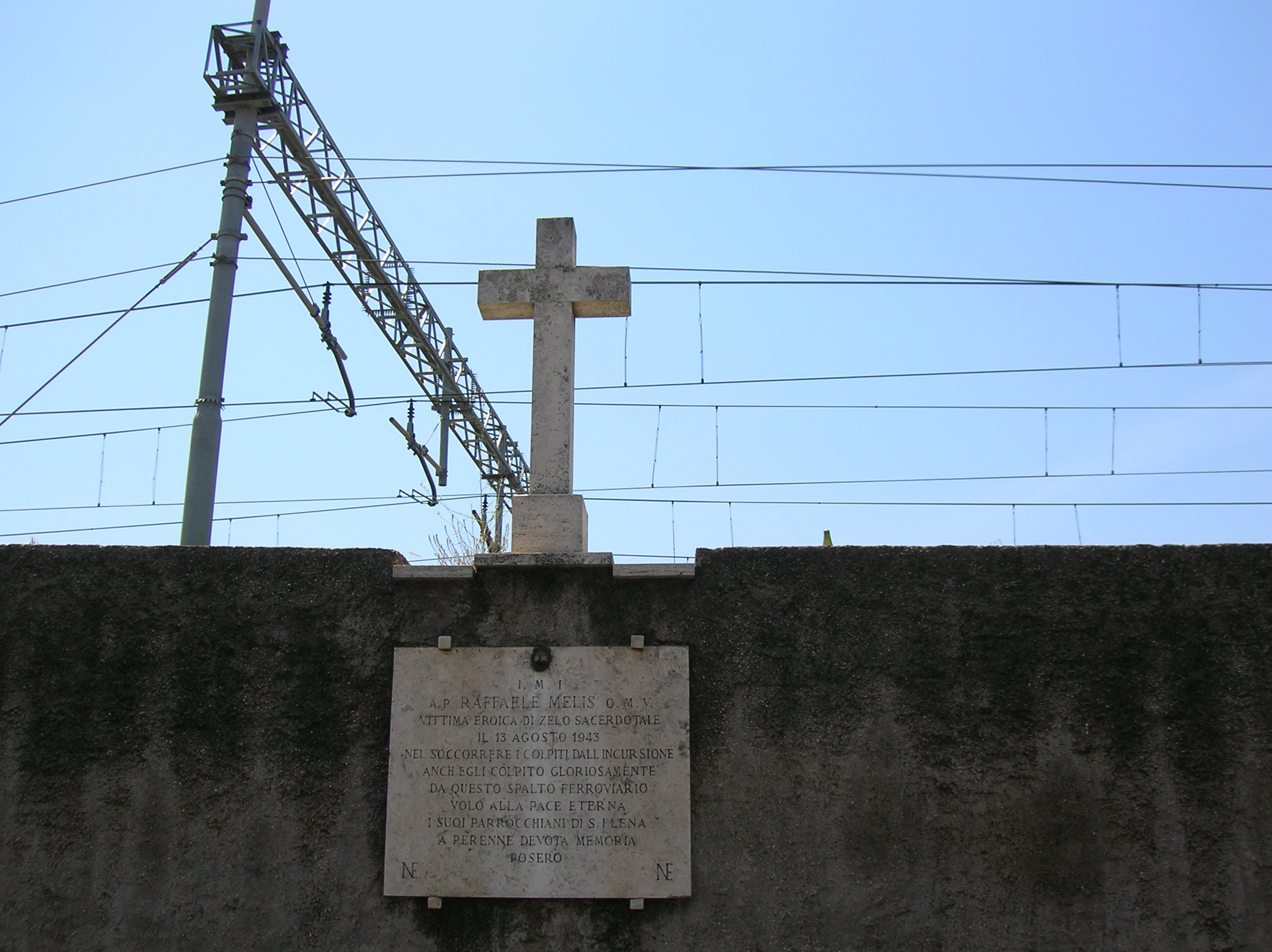
Lapide di Raffaele Melis sulla via Casilina
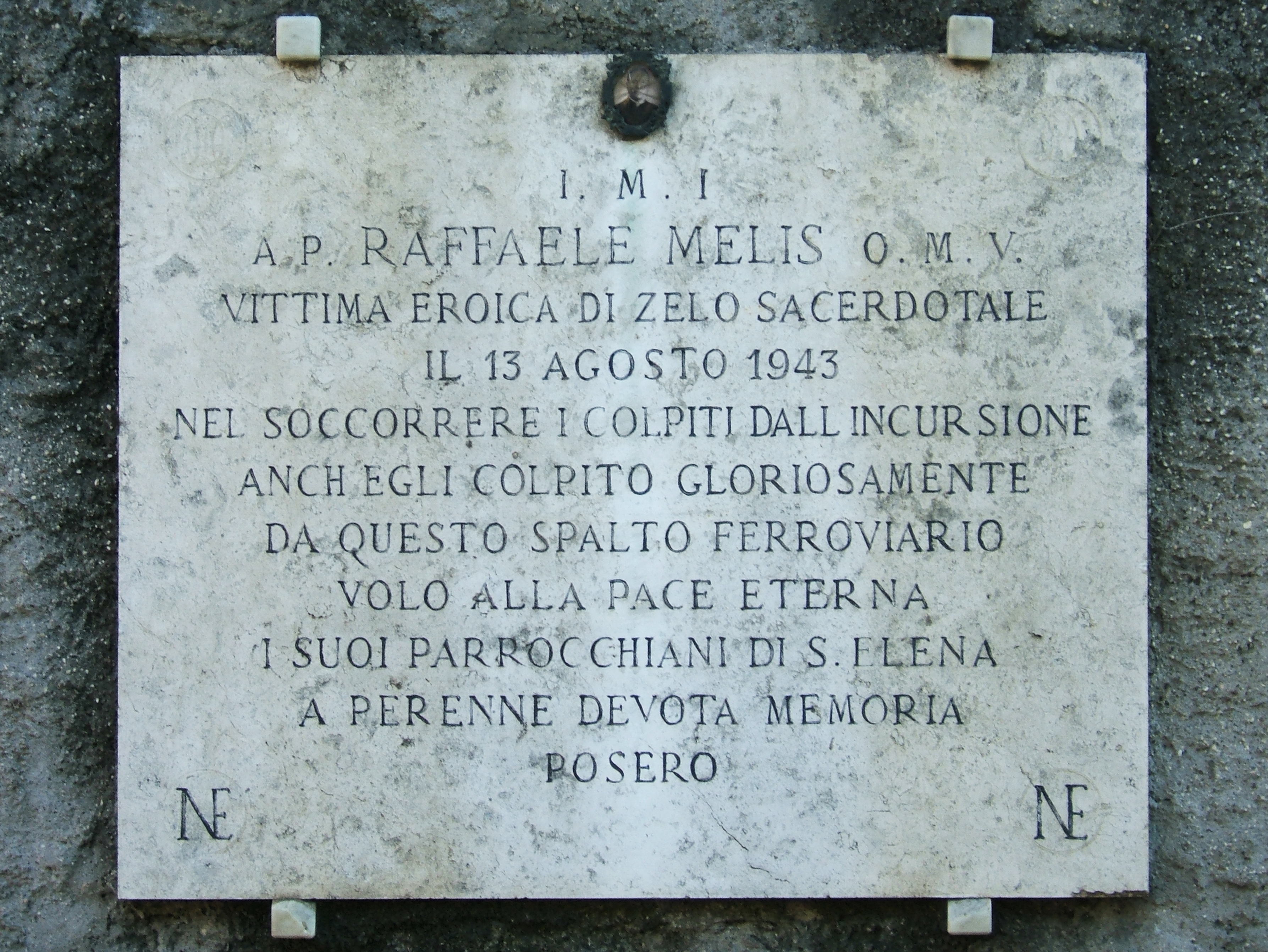
Iscrizione sulla lapide di Raffaele Melis
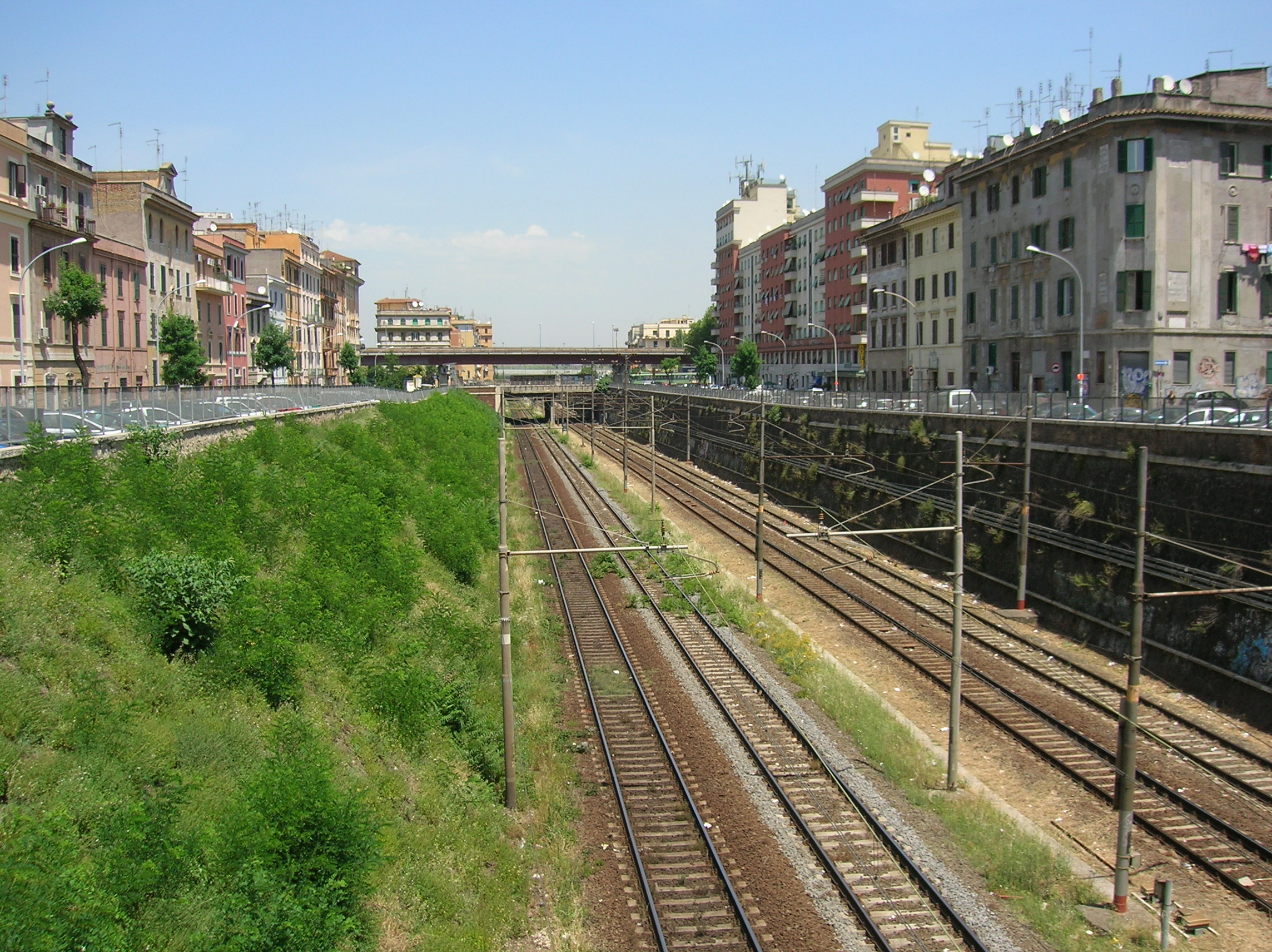
Vallo ferroviario verso la via Prenestina
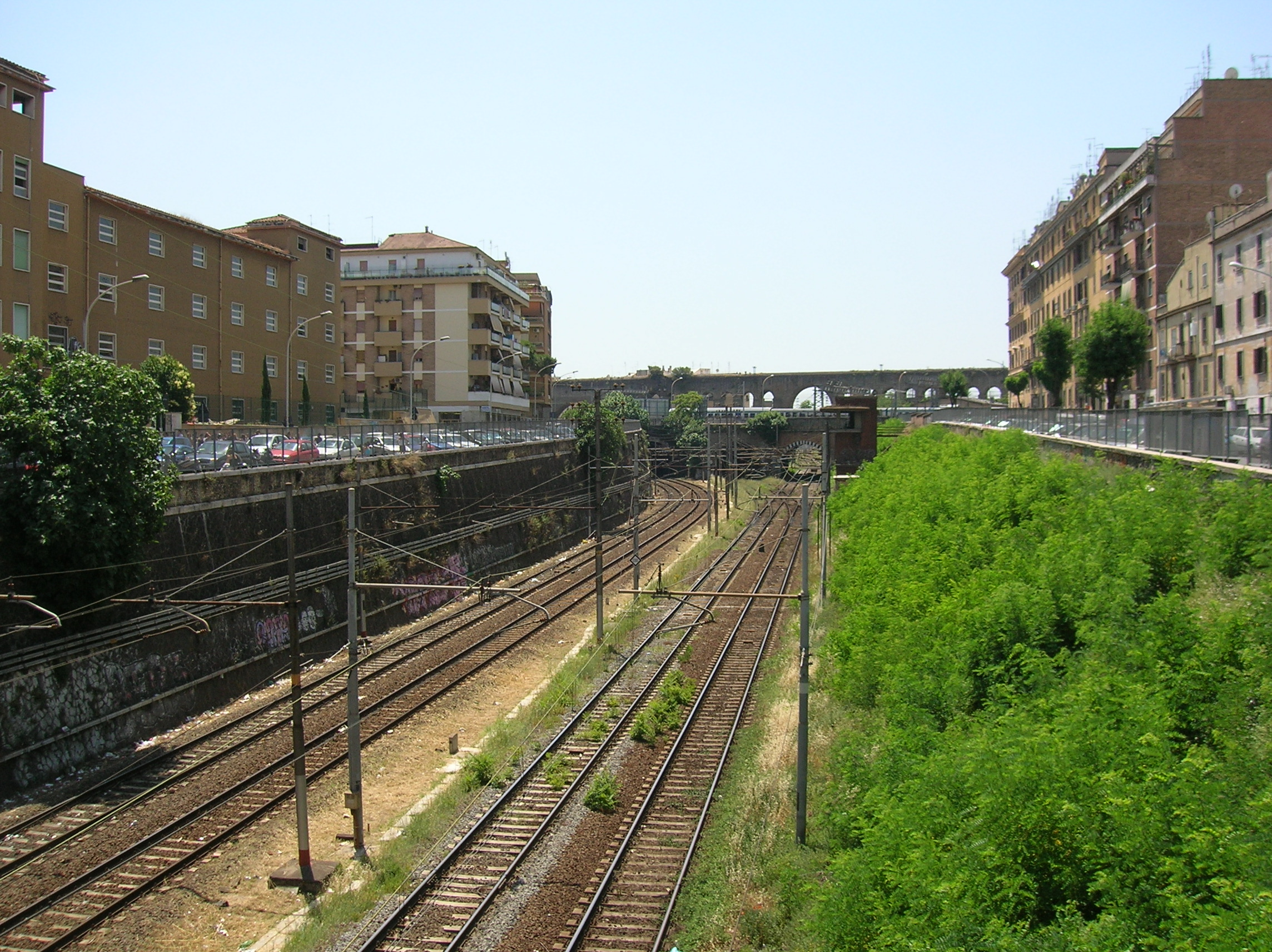
Vallo ferroviario verso la via Casilina
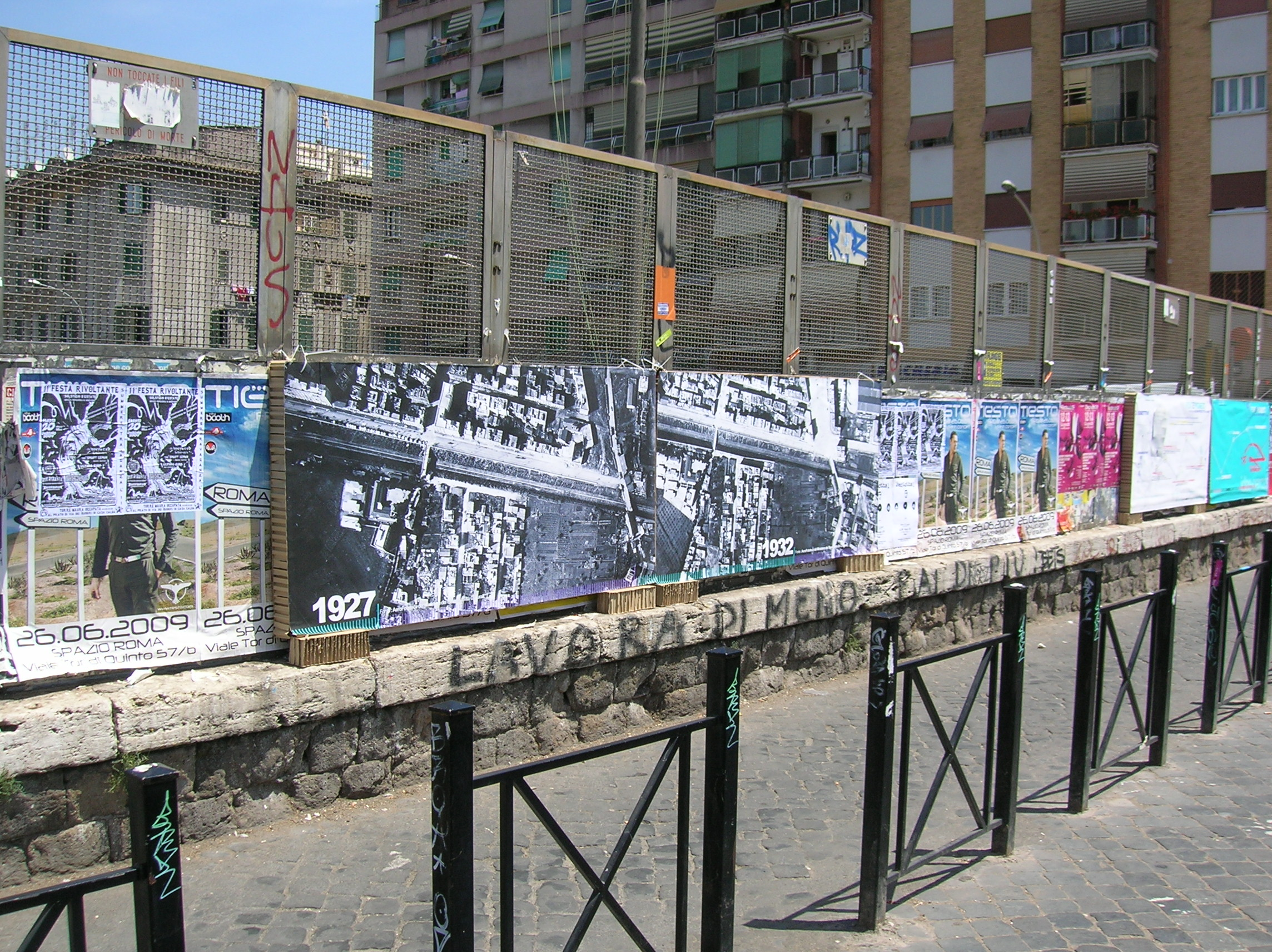
Ponte sul vallo ferroviario: affissioni e installazione fotografica
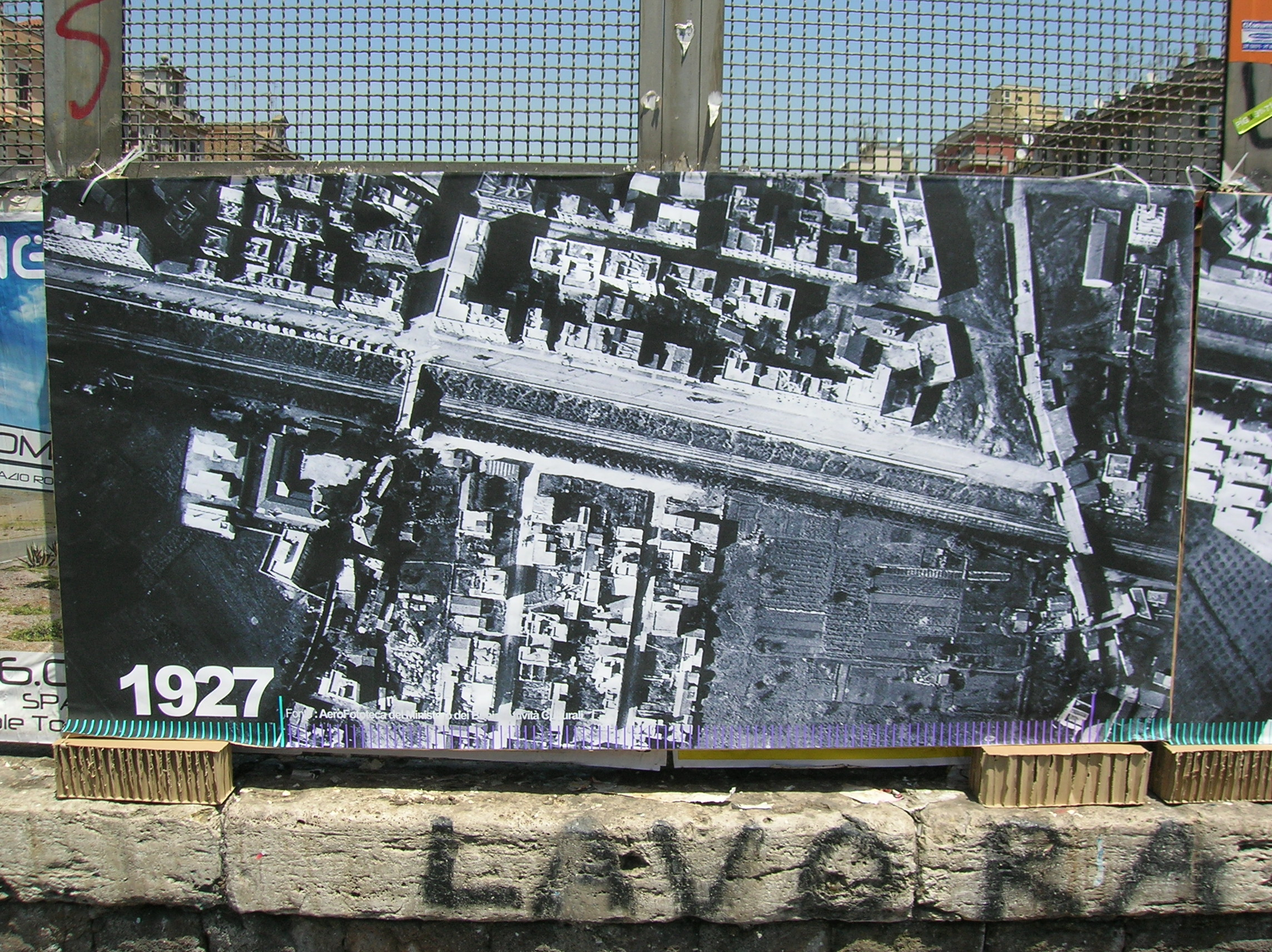
Foto aerea del quartiere nel 1927 sul ponte della circonvallazione Casilina
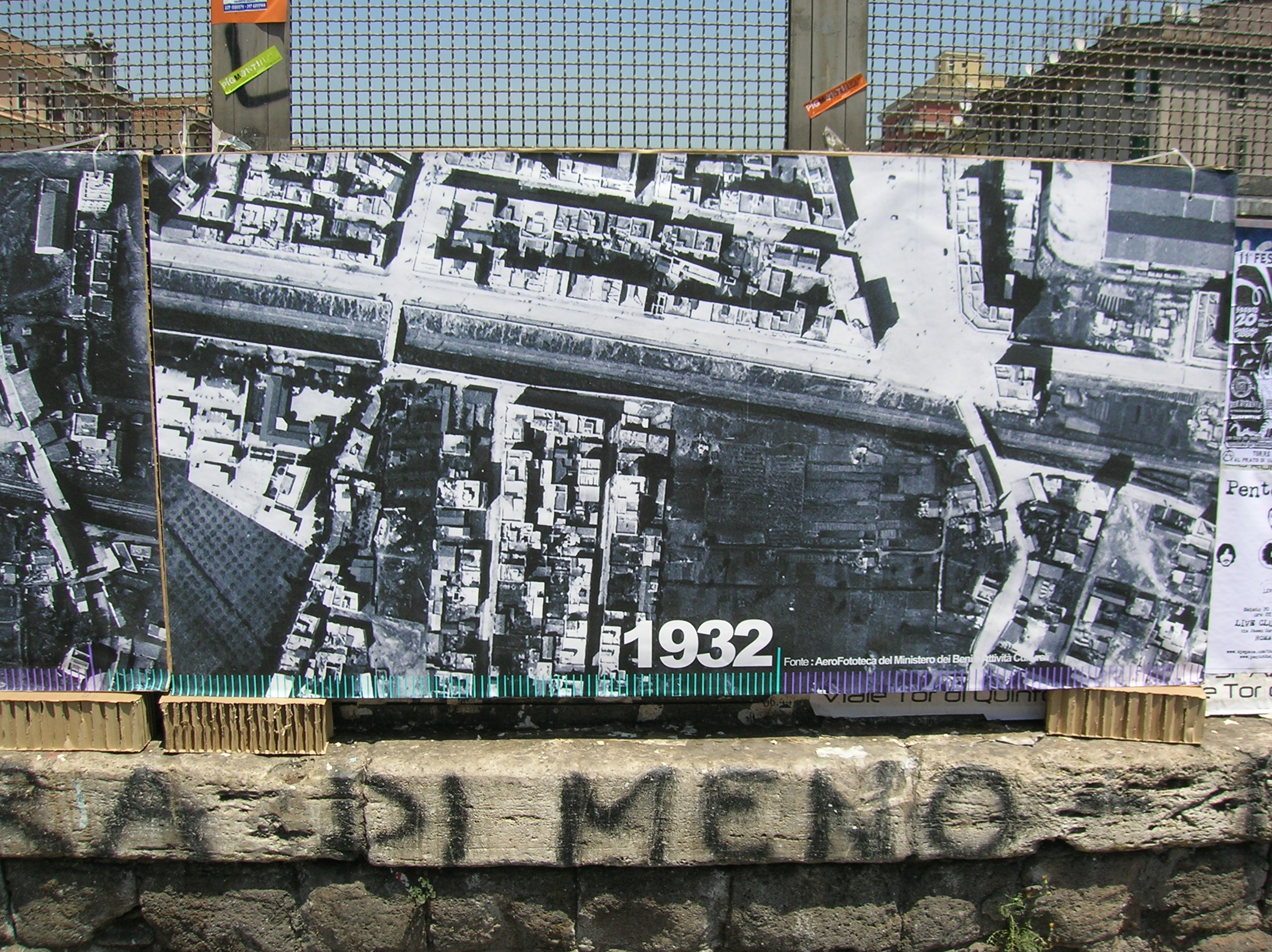
Foto aerea del quartiere nel 1932 sul ponte della circonvallazione Casilina
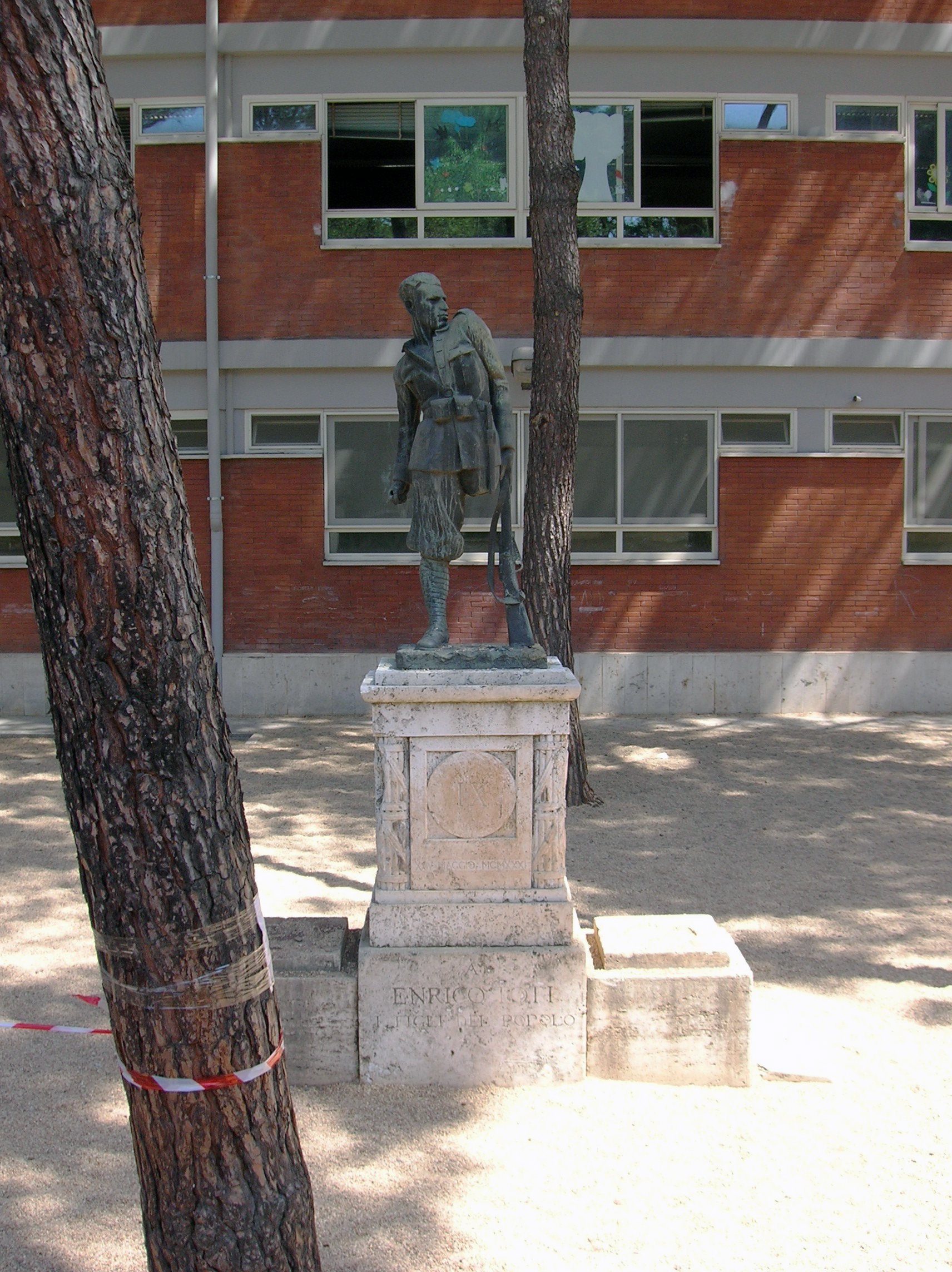
Statua di Enrico Toti presso la scuola omonima
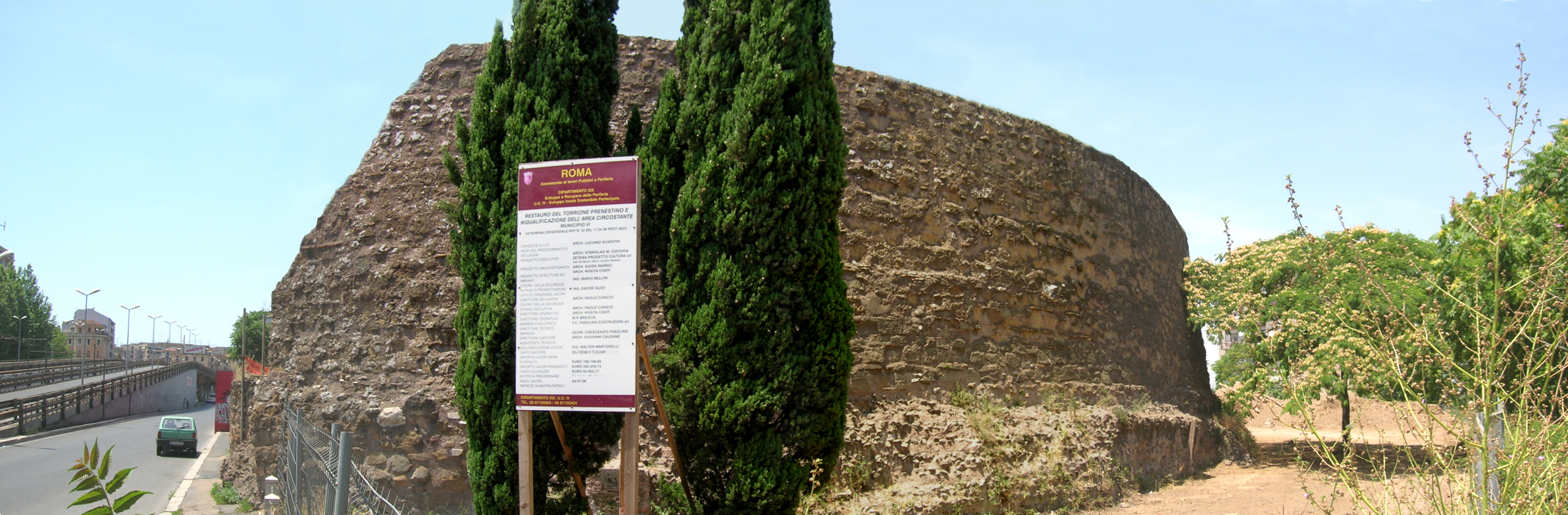
Torrione prenestino
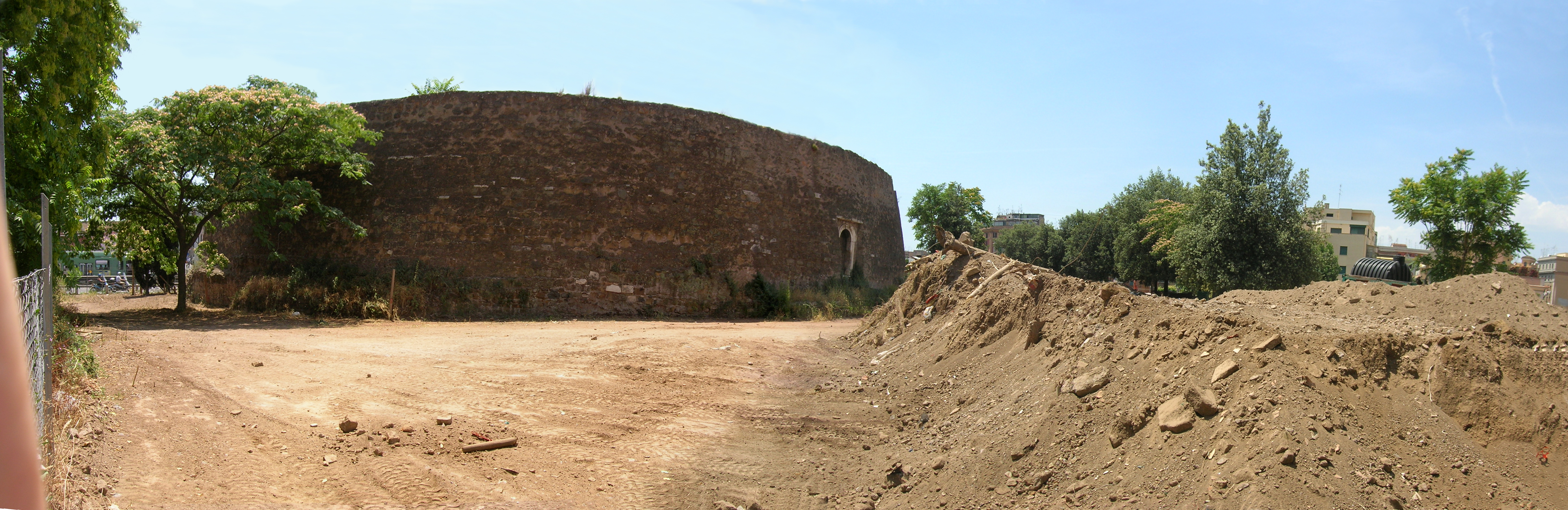
Torrione prenestino
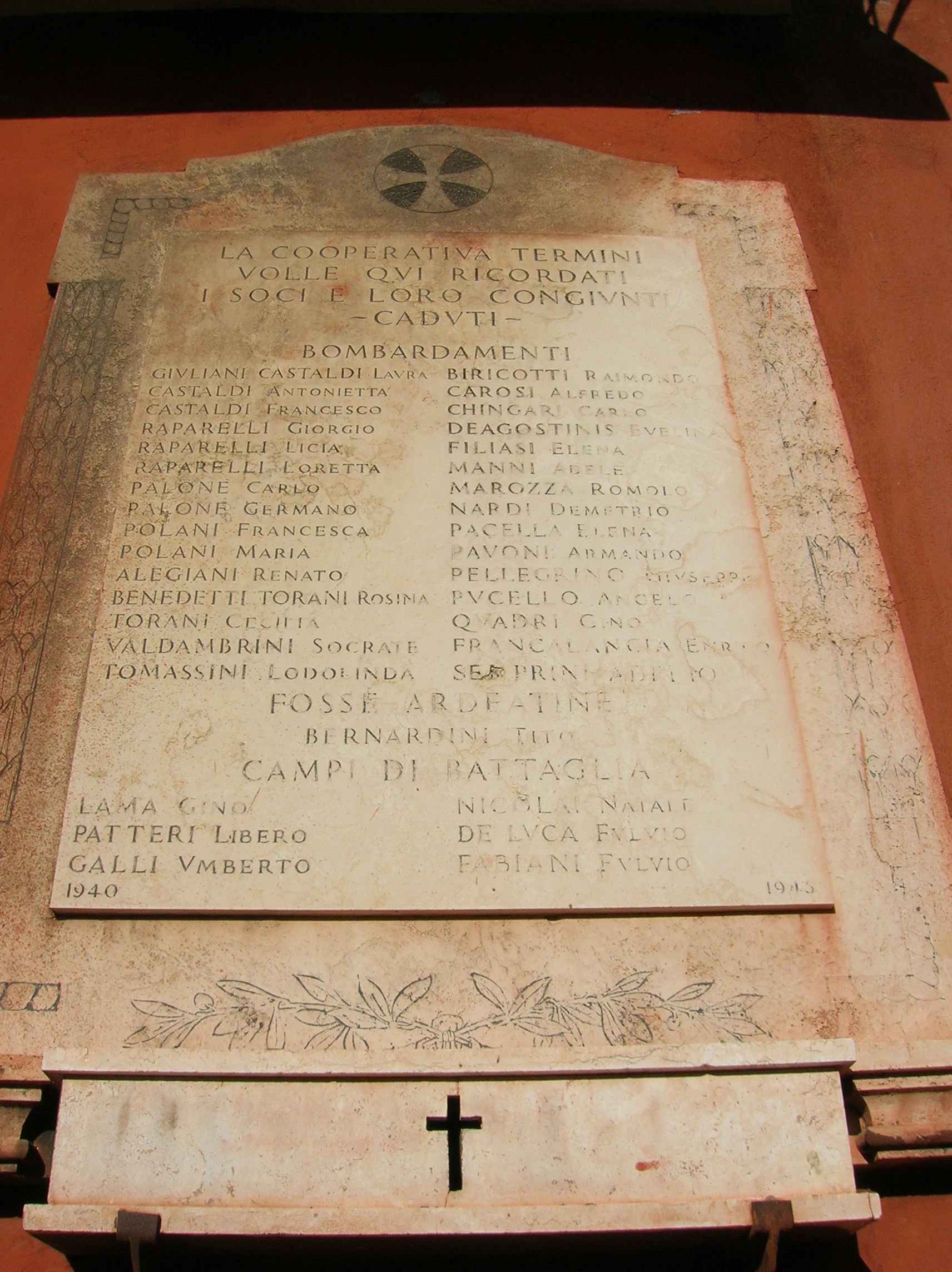
Lapide in piazza Copernico
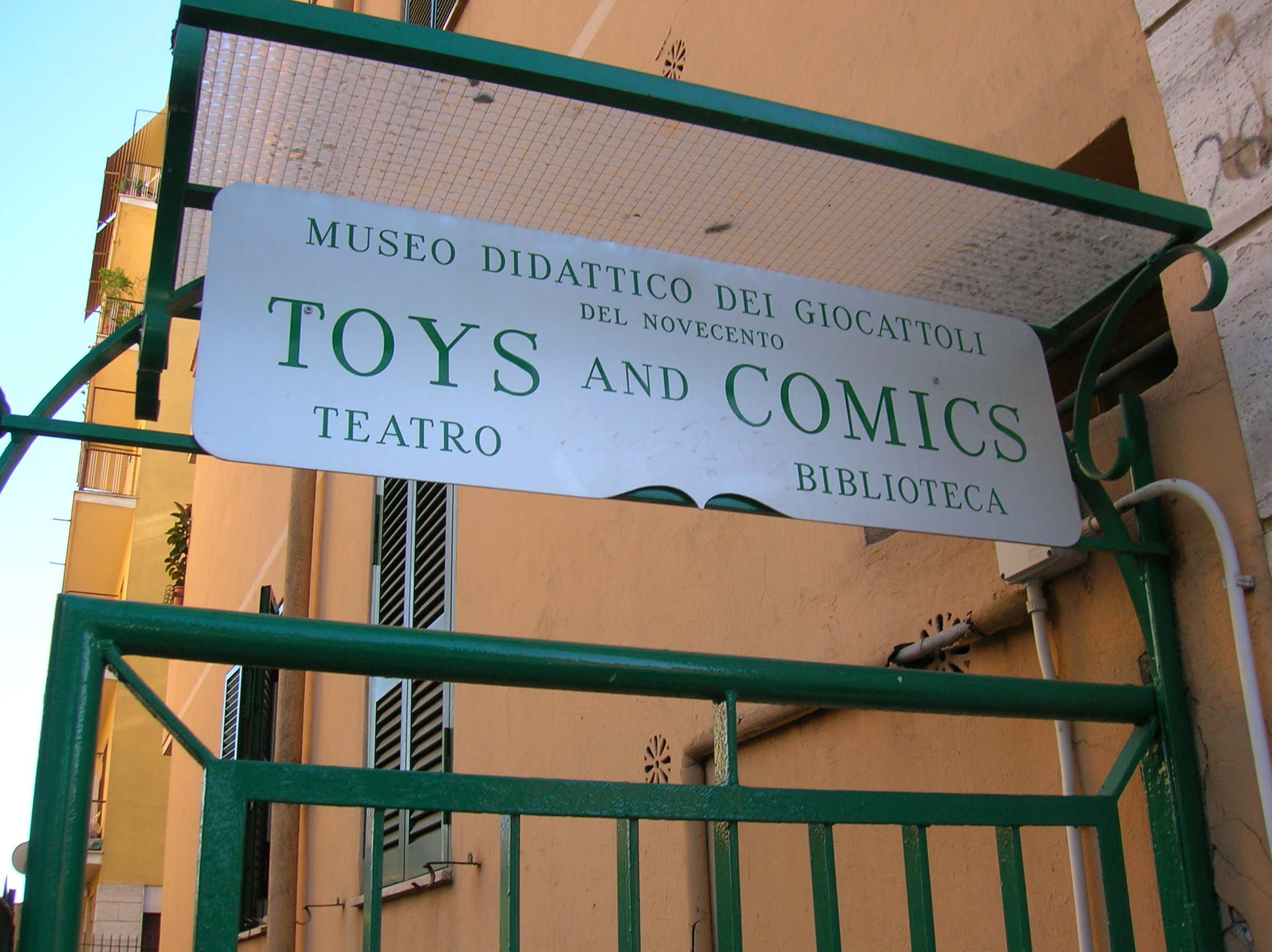
Museo del Giocattolo

## Cinema
Il Pigneto ha fatto da scenario cinematografico a diverse pellicole, alcune famose come Roma città aperta di cui è memorabile la scena di Pina, interpretata da Anna Magnani, uccisa dai tedeschi in via Raimondo Montecuccoli.
- Roma città aperta (Roberto Rossellini, 1945) con Anna Magnani e Aldo Fabrizi
- Bellissima (Luchino Visconti, 1951) con Anna Magnani e Walter Chiari
- La domenica della buona gente (Anton Giulio Majano, 1953) con Sophia Loren e Nino Manfredi
- Il Ferroviere (Pietro Germi, 1955) con Pietro Germi, Sylva Koscina, Luisa Della Noce e Carlo Giuffré
- Audace colpo dei soliti ignoti (Nanni Loy, 1959) con Vittorio Gassman, Claudia Cardinale, Renato Salvatori, Nino Manfredi e Tiberio Murgia
- Accattone (Pier Paolo Pasolini, 1961) con Franco Citti
- Una vita difficile (Dino Risi, 1961) con Alberto Sordi
- Roma violenta (Marino Girolami, 1975) con Maurizio Merli
- Fantozzi (Luciano Salce, 1975) con Paolo Villaggio
- Un borghese piccolo piccolo (Mario Monicelli, 1977) con Alberto Sordi
- La banda del gobbo (Umberto Lenzi, 1978)
- Zucchero, miele e peperoncino (Sergio Martino, 1980) con Pippo Franco
- Ultrà (Ricky Tognazzi, 1990) con Claudio Amendola
- Nestore, l'ultima corsa (Alberto Sordi, 1994) con Alberto Sordi
- Cover-boy (Carmine Amoroso, 2006) con Eduard Gabia, Luca Lionello, Chiara Caselli e Luciana Littizzetto
- Questione di cuore (Francesca Archibugi, 2009) con Antonio Albanese e Kim Rossi Stuart
- Tre giorni dopo (Daniele Grassetti, 2013)